# Franz-Josef Selig

Franz-Josef Selig (11 de julio de 1962) es un cantante de ópera alemán, con tesitura de bajo.

## Biografía
Nació en Mayen, estado de Renania-Palatinado (Alemania) y estudió música sacra en el prestigiosa Hochschule für Musik und Tanz Köln (Colonia), mientras también estudiaba técnica vocal junto a Claudio Nicolai. Fue miembro de los cuerpos estables del Aalto-Theater de la ciudad de Essen hasta 1995, año en que comienza su carrera internacional.
Selig posee una voz grave y poderosa que le convierten en un intérprete idóneo para las óperas de Richard Wagner, donde destacan sus interpretaciones de Fasolt en la tetralogía El anillo del nibelungo, Rey Markel en Tristán e Isolda y Gurnemanz en Parsifal. En 2012 debutó en el festival wagneriano de Bayreuth en el rol de Daland en El holandés errante.
Además, Franz-Josef Selig ha destacado con otros papeles para bajo como Rocco de Fidelio (Beethoven), Sarastro de La flauta mágica (Mozart), Fiesco de Simón Bocanegra (Verdi) o Arkel en Peleas y Melisande (Debussy).
Selig ha actuado en los cosos operísticos más importantes del mundo como la Ópera de Viena, el Covent Garden, la Scala de Milán, la Ópera de París, la Ópera del Metropolitan de Nueva York, el Teatro de la Moneda de Bruselas, la Ópera Estatal de Baviera o el Teatro Real de Madrid.